# Planctogystia lemur
Planctogystia lemur is een vlinder uit de familie houtboorders (Cossidae). De wetenschappelijke naam van deze soort is voor het eerst geldig gepubliceerd in 2009 door Yakovlev.
De soort komt voor in tropisch Afrika.